# Sphecodes arvensiformis
Sphecodes arvensiformis är en biart som beskrevs av Cockerell 1904. Sphecodes arvensiformis ingår i släktet blodbin, och familjen vägbin. Inga underarter finns listade i Catalogue of Life.